# Null modem
Null modem – typ kabla szeregowego służący do bezpośredniego połączenia dwóch urządzeń DTE (np. komputerów, terminali, drukarek) przez porty szeregowe RS-232. Występuje w kilku odmianach, od pełnej - dla urządzeń korzystających z pełnej synchronizacji (ang. handshaking), aż do uproszczonej (trójżyłowej) wersji.

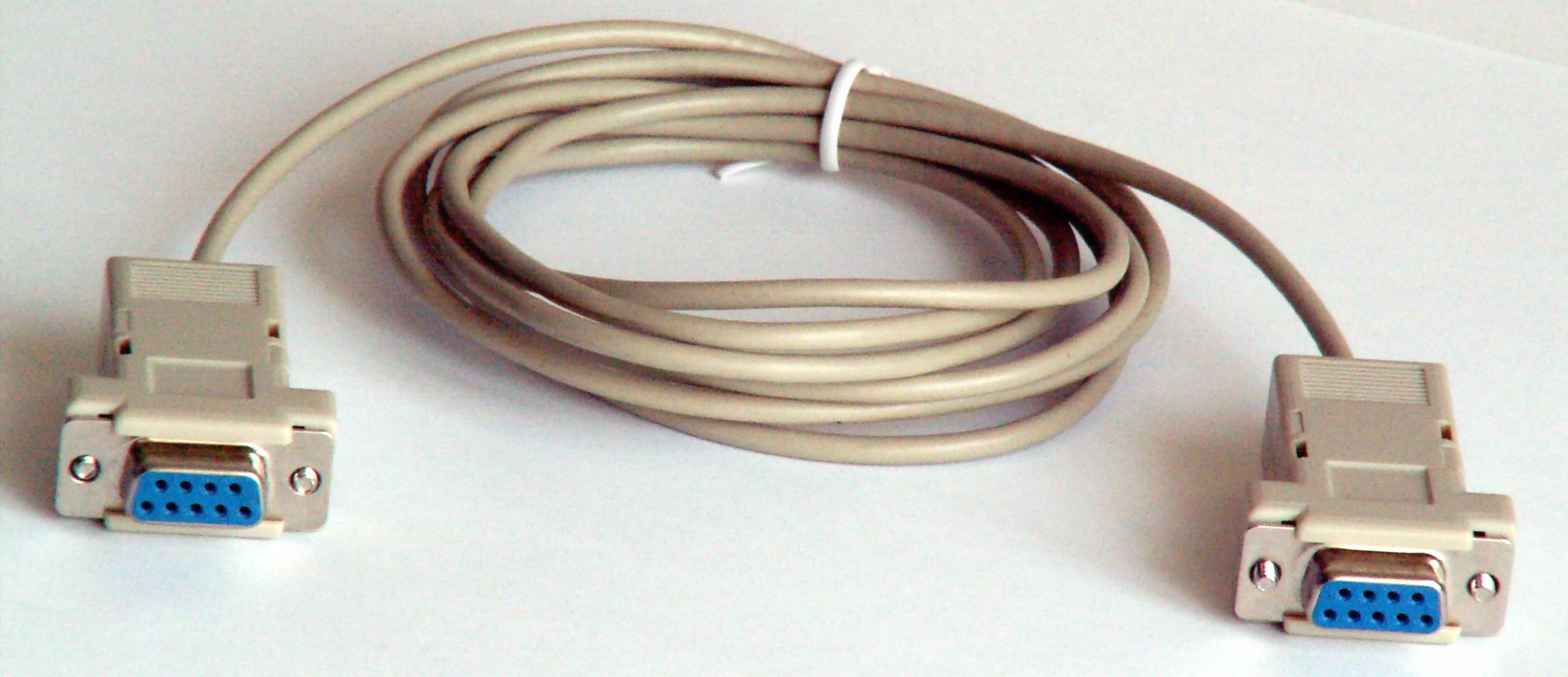
Null modem

## Kabel null modem z pełną synchronizacją
Stosowany w transmisji przy wysokich prędkościach i przy pełnym sprzętowym sterowaniu przepływem danych. 
W nawiasach piny złącza DB-25.
```
DTE 1           DTE 2      Kierunek transmisji sygnału
2(3)  RxD ----- TxD 3(2)       RxD    ←    TxD
3(2)  TxD ----- RxD 2(3)       TxD    →    RxD
4(20) DTR ----- DSR 6(6)       DTR    →    DSR
5(7)  GND ----- GND 5(7)       GND    -    GND
6(6)  DSR ----- DTR 4(20)      DSR    ←    DTR
7(4)  RTS ----- CTS 8(5)       RTS    →    CTS
8(5)  CTS ----- RTS 7(4)       CTS    ←    RTS
```

## Kabel null modem z częściową synchronizacją
```
DTE 1                  DTE 2             Kierunek transmisji sygnału
1(8)     DCD --------- RTS+CTS 7+8(4+5)      RTS
2
   →    CTS
2
+DCD
1

2(3)     RxD --------- TxD     3(2)          RxD    ←    TxD
3(2)     TxD --------- RxD     2(3)          TxD    →    RxD
4(20)    DTR --------- DSR     6(6)          DTR    →    DSR
5(7)     GND --------- GND     5(7)          GND    -    GND
6(6)     DSR --------- DTR     4(20)         DSR    ←    DTR
7+8(4+5) RTS+CTS ----- DCD     1(8)          RTS
1
   →    CTS
1
+DCD
2
```

## Kabel null modem z synchronizacją zwrotną
Przewód "trójżyłowy", oszukujący handshaking. 
```
DTE 1                       DTE 2                     Kierunek transmisji sygnału
1+4+6(8+20+6) DCD+DTR+DSR                                 DTR
1
   →    DCD
1
+DSR
1

                            DCD+DTR+DSR 1+4+6(8+20+6)     DTR
2
   →    DCD
2
+DSR
2

2(3)          RxD --------- TxD         3(2)              RxD    ←    TxD
3(2)          TxD --------- RxD         2(3)              TxD    →    RxD
5(7)          GND --------- GND         5(7)              GND    -    GND
7+8(4+5)      RTS+CTS                                     RTS
1
   →    CTS
1
 
                            RTS+CTS     7+8(4+5)          RTS
2
   →    CTS
2
```

## Kabel null modem bez synchronizacji
```
DTE 1           DTE 2       Kierunek transmisji sygnału
2(3)  RxD ----- TxD 3(2)       RxD    ←    TxD
3(2)  TxD ----- RxD 2(3)       TxD    →    RxD
5(7)  GND ----- GND 5(7)       GND    -    GND
```

## Kabel null modem z pełną synchronizacją (stosowany w sprzęcie RTV)
Poniższy schemat różni się od pierwszego jedynie podłączeniem sygnału DTR (6 pin) do CD (1 pin).
| Oznaczenia | Izolacja      | Pin RS232        | Pin RJ45   | Pin RJ50 |
| ---------- | ------------- | ---------------- | ---------- | -------- |
| DCD        | Czarny        | 1 (zlutować z 6) | 5          | 1        |
| RXD        | Żółty         | 2                | 1          | 2        |
| TXD        | Brązowy       | 3                | 2          | 3        |
| DTR        | Pomarańczowy  | 4                | 3          | 4        |
| GND        | Czerwony      | 5                | 4          | 5        |
| DSR        | Zielony       | 6                | 5          | 6        |
| RTS        | Niebieski     | 7                | 6          | 7        |
| CTS        | Fioletowy     | 8                | 7          | 8        |
| RIN        | Szary         | 9                | 8          | 9        |
| MAS        | Brak izolacji | M                | NC (lub 4) | 10       |

| Izolacja      | Pin RS232        | Pin RJ45   | Pin RJ50 |
| ------------- | ---------------- | ---------- | -------- |
| Czarny        | 1 (zlutować z 6) | 3          | 4        |
| Żółty         | 3                | 2          | 3        |
| Brązowy       | 2                | 1          | 2        |
| Pomarańczowy  | 6                | 5          | 6        |
| Czerwony      | 5                | 4          | 5        |
| Zielony       | 4                | 3          | 4        |
| Niebieski     | 8                | 7          | 8        |
| Fioletowy     | 7                | 6          | 7        |
| Szary         | 9                | 8          | 9        |
| Brak izolacji | M                | NC (lub 4) | 10       |